# Орден Феликса Дзержинского
Орден Феликса Дзержинского — нереализованный проект создания советского ордена в честь основателя ВЧК Феликса Дзержинского.

## Описание ордена Феликса Дзержинского
Орден Феликса Дзержинского является знаком, изображающим барельеф Феликса Дзержинского, помещенного на Красной Звезде, обрамленного венком из лавровых листьев стального цвета. Сверху — меч и Красное Знамя с лозунгом «Пролетарии всех стран, соединяйтесь», внизу ордена на красной ленте надпись: «ЗА БЕСПОЩАДНУЮ БОРЬБУ С КОНТРРЕВОЛЮЦИЕЙ» — символ готовности к беспощадной борьбе с врагами пролетарской революции.

## Проект ордена Феликса Дзержинского
С просьбой об учреждении подобного знака в ноябре 1932 года Председатель ОГПУ В. Р. Менжинский обращался к Сталину:

В ПОЛИТБЮРО ЦК ВКП(б)
тов. СТАЛИНУ
Постановлением ЦИК СССР введены ордена, выдаваемые воинским частям, коллективам, учреждениям и отдельным лицам за совершение боевых подвигов или за особые заслуги перед революцией.
Специфические условия работы органов ОГПУ требуют от оперативного состава личной выдержки, инициативы, беззаветной преданности партии и революции, личной храбрости, зачастую сопряженной с риском для жизни.
В большинстве случаев эти исключительные заслуги перед революцией совершаются отдельными работниками в обстановке, которую нельзя отнести к боевой в общепринятом смысле, вследствие чего ряд работников ОГПУ, несмотря на заслуги, остаются неотмеченными высшей наградой — орденом «КРАСНОЕ ЗНАМЯ».
Исходя из этого, Коллегия ОГПУ просит учредить орден «ФЕЛИКСА ДЗЕРЖИНСКОГО», приурочив учреждение его к XV годовщине органов ВЧК-ОГПУ. Орденом «ФЕЛИКСА ДЗЕРЖИНСКОГО» могут быть награждены сотрудники и военнослужащие ОГПУ, отдельные войсковые части ОГПУ и РККА, а также граждане СССР, оказавшие выдающиеся заслуги в борьбе с контрреволюцией.
Награждение орденом «ФЕЛИКСА ДЗЕРЖИНСКОГО» производится ЦИК СССР по представлению Коллегии ОГПУ. Представляя при этом проект Постановления, образец и описание ордена, — просим Вашего утверждения.
ПРИЛОЖЕНИЕ:

1. Проект Постановление Политбюро ЦК ВКП(б).

2. Образец и описание ордена.

ПРЕДСЕДАТЕЛЬ ОГПУ В. Менжинский
14 ноября 1932 г.
РЦХИДНИ. Ф. 558. Оп. 1.Д.5284. Л. 1.

Но решение Сталина было отрицательным, и эта награда осталась лишь на бумаге.

## Общественная награда в Российской Федерации
По инициативе Союза ветеранов госбезопасности, в рамках юбилейного года были разработаны и изготовлены[кем?] медали: медаль ордена Ф. Э. Дзержинского и медаль «130 лет со дня рождения Ф. Э. Дзержинского».